# Vân Khánh (ca sĩ)
Trần Vân Khánh (sinh ngày 25 tháng 4 năm 1978) thường được biết đến với nghệ danh Vân Khánh, là một nữ ca sĩ thành danh với dòng nhạc dân ca, quê hương. Tên tuổi của cô gắn liền với những ca khúc về miền Trung, đặc biệt là những ca khúc mang đậm chất dân ca Huế.

## Tiểu sử và sự nghiệp
Vân Khánh sinh năm 1978, trong một gia đình nghệ sĩ, cha mẹ đều là diễn viên, nhạc công của Đoàn Văn công Vĩnh Linh. Cô học nhạc từ nhỏ và học thanh nhạc ở Học viện Âm nhạc Huế (hệ trung cấp) và tại Nhạc viện Thành phố Hồ Chí Minh.
Vân Khánh từ nhỏ đã sớm bộc lộ tài năng ca hát của mình. Năm 12 tuổi, cô đã đoạt giải nhất cuộc thi Tiếng hát Hoa phượng đỏ và trở thành thành viên nhỏ nhất của đội ca Đoàn Nghệ thuật Quảng Trị. Học xong lớp 10, cô vào Trường Âm nhạc Huế học trung cấp thanh nhạc. Khoảng thời gian này là dấu mốc cho sự nghiệp của chị sau này; chị xuất hiện trong đêm giao thừa tại đầu cầu Huế năm 1997 và tham gia SV96. Cả hai lần xuất hiện đều với ca khúc Huế thương (nhạc sĩ An Thuyên). Chính ca khúc này đã đưa tên tuổi của cô đến với công chúng, Vân Khánh đến Thành phố Hồ Chí Minh tiếp tục theo bậc đại học thanh nhạc tại Nhạc viện Thành phố Hồ Chí Minh . Chị vừa cho ra bộ sản phẩm mới gồm CD và DVD mang tên "Chỉ là mơ thôi" sau khi cho ra mắt CD nhạc trữ tình "Con đường mang tên em". Tới đây sẽ tiếp tục cho ra 2 CD "Huế xưa" và "Huế bây giờ", và 1 CD về miền Trung, nơi cô đã sinh ra và lớn lên. Vân Khánh còn đưa chầu văn Huế - loại hình hát chầu văn cửa đình thịnh hành nhất Trung Bộ biểu diễn trên những sân khấu lớn nhỏ, đặc biệt là Festival Huế.

## Album
- "Bông lau Trắng"
- "Thương Huế mùa đông"
- "Tưởng như Huế trong lòng"
- "Huế xưa"
- "Một thời Tôn Nữ"
- "Thương mãi câu hò"
- "Hoài niệm trường giang"
- "Huế ngày trở về"
- "Đêm phương nam nghe câu hò huế"
- "Con đường mang tên em"
- "VCD Vẫn là Em"
- "CD-DVD Chỉ là Mơ thôi"

## Giải thưởng
- HCV liên hoan hát ru toàn quốc năm 1992
- HCV tiếng hát HS-SV chuyên nghiệp toàn quốc tại HÀ NỘI năm 1996
- Giải mai vàng năm 2005, 2007
- HCV liên hoan ca múa nhạc chuyên nghiệp toàn quốc tại nha trang năm 2009

## Đời tư
Vân Khánh đã kết hôn, chồng cô làm việc tại ngân hàng Eximbank. Họ có ba con, hai gái, một trai.